# Eurhynchium blandum
Eurhynchium blandum là một loài Rêu trong họ Brachytheciaceae. Loài này được (Hampe ex Besch.) E.B. Bartram mô tả khoa học đầu tiên năm 1946.